# السنسفيرية
ينمو نبات السنسفيرية في المناطق المدارية الجافة في أفريقيا ومدغشقر وجنوبي آسيا، ويستخرج من أوراق بعض أنواعه ألياف لصنع الأحذية وشباك صيد الأسماك والحبال والأشرعة.